# Sven Ljunggren
Sven Erik Ljunggren, född 9 februari 1921 i Osby, död 18 november 2004 i Onsala, var svensk sprinter. Han tävlade först för IFK Linköping och bytte sedan inför 1942 års säsong till SoIK Hellas. Ljunggren utsågs 1943 till Stor grabb nummer 104 i friidrott. Han hade det svenska rekordet på 400 m åren 1943 till 1953. Han vann under perioden 1940 till 1945 tre SM-guld individuellt på 400 m samt fyra i stafett 4x400 m. Efter idrottskarriären blev han verkställande direktör och styrelseledamot i Nyman & Schultz resebyrå i Göteborg AB. Sven Ljunggren är begravd på Onsala kyrkogård.

## Resultat
År 1940 vann Ljunggren SM på 400 m på 49,4. Även vid SM 1941 vann han 400 m, denna gång på 48,9. Åren 1942 till och med 1945 deltog Ljunggren varje år vid SM i det segrande Hellas-laget i stafett 4x400 m. Den 1 juli 1943 slog Ljunggren i Göteborg Bertil von Wachenfeldts svenska rekord på 400 m från 1934 med ett lopp på 47,5. Rekordet slogs 1953 av Lars-Erik Wolfbrandt. Detta år vann han SM på 400 m med 48,5.